# Cowin C3
La Cowin C3 et la Cowin C3R, sont des modèles de berline fabriquée par le constructeur chinois Chery sous la marque Cowin.

## Cowin C3
Les prototypes Cowin C3 et Cowin C3R ont fait leurs débuts lors du Salon de l'auto de Chengdu 2014 en Chine.
La version de production de la Cowin C3 a fait ses débuts au Salon de l'auto de Guangzhou 2014.

## Cowin C3R et Cowin C3R EV
La berline Cowin C3R a été lancée plus tard sur le marché automobile chinois le 8 avril 2015
Une version électrique appelée Cowin C3R EV a ensuite été lancée en octobre 2016, son autonomie est de 200 kilomètres et la vitesse maximale serait d'environ 100 kilomètres par heure.

## Chery eQ2
Le Chery eQ2 est une version électrique rebadgée du Cowin C3.

## Galeries

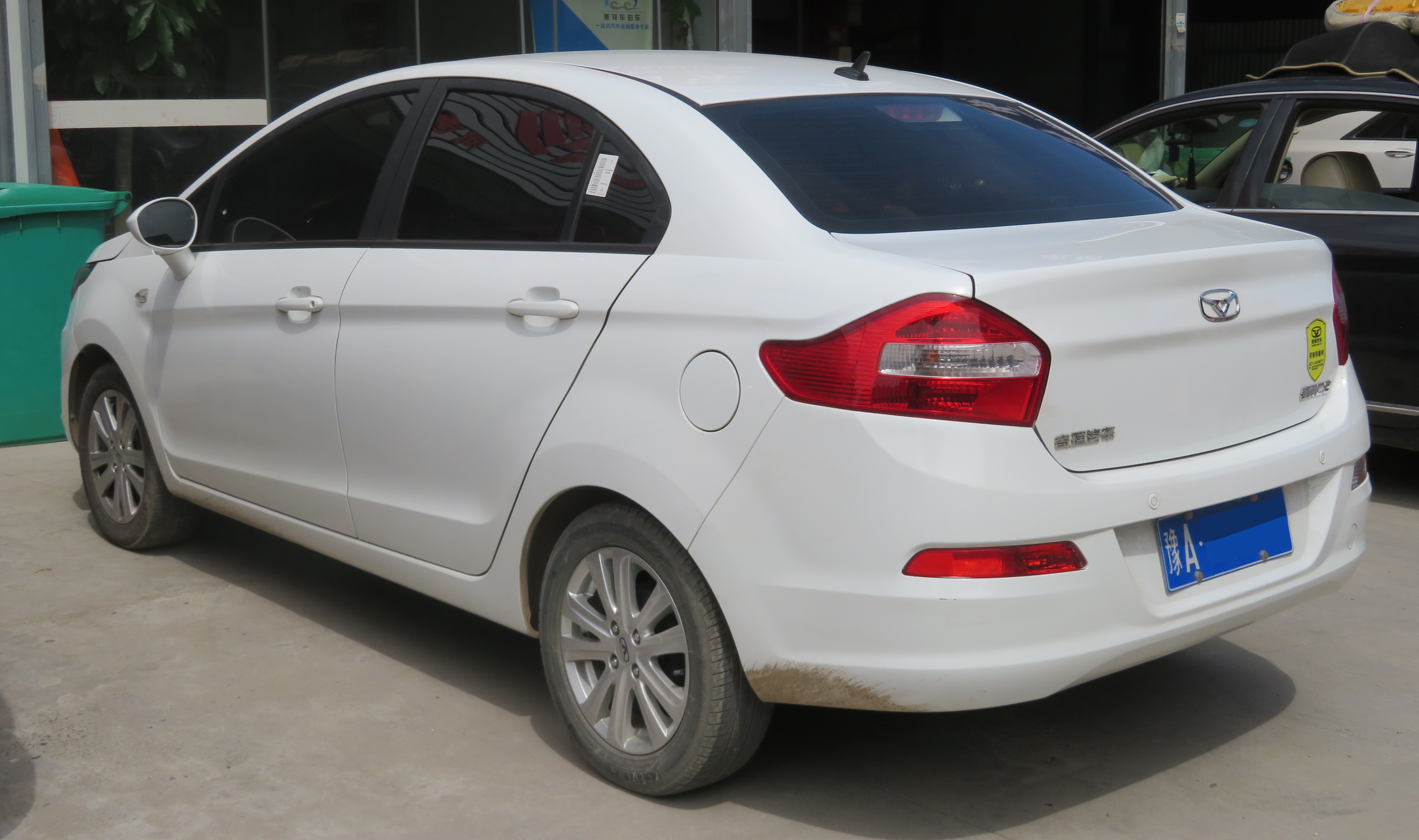
Chery Cowin C3 vue arrière
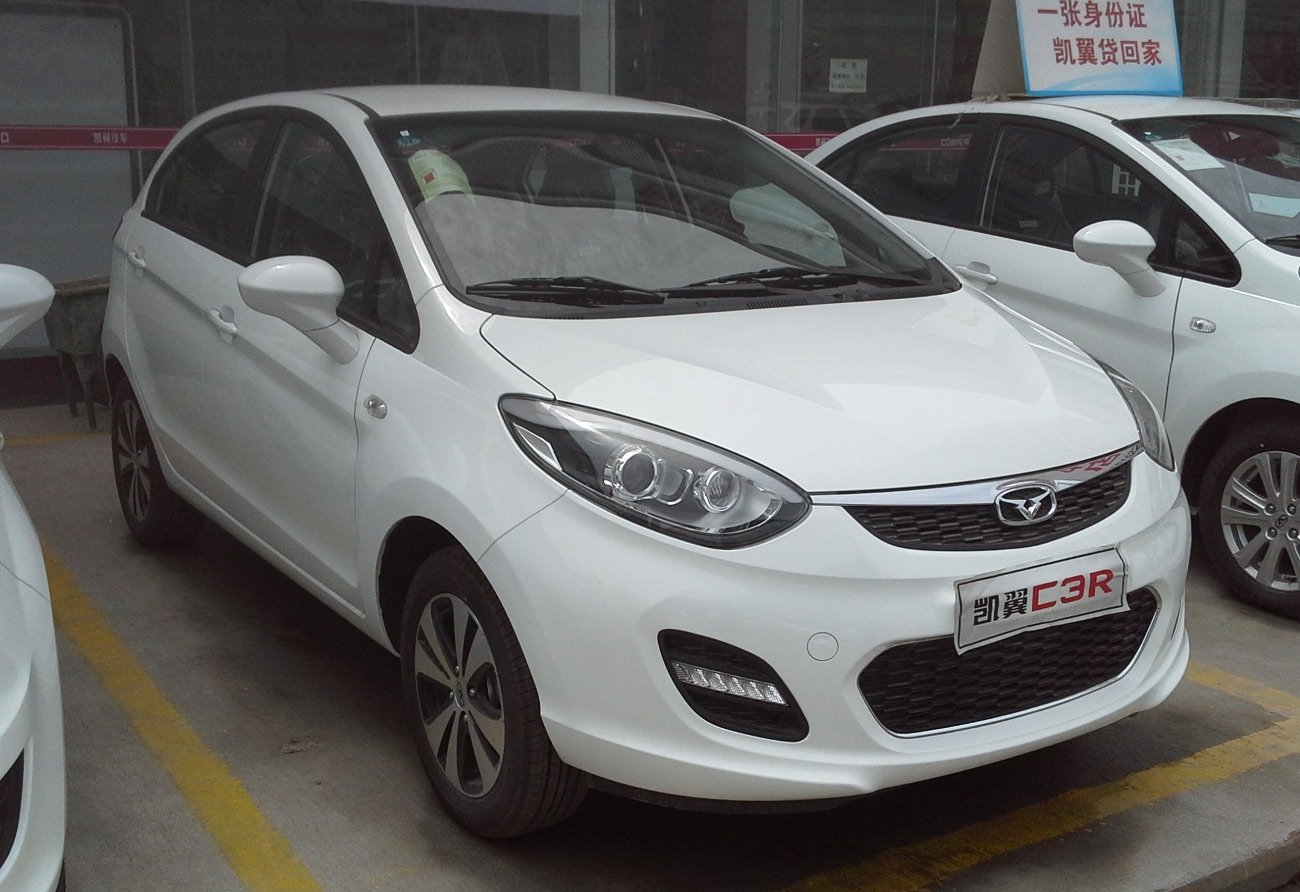
Cowin C3R